# Salcia Slack
Salcia Venecia Slack (sinh ngày 10 tháng 12 năm 1989) là một vận động viên người Jamaica chuyên về môn bảy môn phối hợp. Cô đại diện cho đất nước của mình tại Giải vô địch thế giới 2015 ở Bắc Kinh mà không hoàn thành cuộc thi. Thành công lớn nhất của cô cho đến nay là vị trí thứ năm tại Đại hội Thể thao Khối thịnh vượng chung 2014.
Điểm tốt nhất của cá nhân cô trong các sự kiện kết hợp là 6141 điểm ở môn phối hợp (Tucson 2015) và 4181 điểm trong môn phối hợp (Birmingham, AL 2015).
Cô ấy có một đứa con trai, Bendray.

## Thành tích giải đấu
| Năm                  | Giải đấu                   | Địa điểm                | Thứ hạng             | Nội dung             | Chú thích            |
| Representing Jamaica | Representing Jamaica       | Representing Jamaica    | Representing Jamaica | Representing Jamaica | Representing Jamaica |
| -------------------- | -------------------------- | ----------------------- | -------------------- | -------------------- | -------------------- |
| 2008                 | World Junior Championships | Bydgoszcz, Poland       | 20th                 | Heptathlon           | 4851 pts             |
| 2014                 | Commonwealth Games         | Glasgow, United Kingdom | 5th                  | Heptathlon           | 5718 pts             |
| 2015                 | Universiade                | Gwangju, South Korea    | –                    | Heptathlon           | DNF                  |
| 2015                 | World Championships        | Beijing, China          | –                    | Heptathlon           | DNF                  |
| 2016                 | World Indoor Championships | Portland, United States | 12th                 | Pentathlon           | 3377 pts             |

## Thành tích cá nhân tốt nhất
Ngoài trời
- 200 mét - 23,92 (0,0   m / s) (Tucson 2015)
- 800 mét - 2: 14,34 (Tucson 2015)
- Vượt rào 100 mét - 13,68 (0,0   m / s) (Tucson 2015)
- Nhảy cao - 1,68 (Alamosa 2014)
- Nhảy xa - 6,32 (+0,4   m / s) (Thung lũng lớn 2015)
- Nhảy xa ba bước - 13,22 (+1,4   m / s) (Albuquerque 2015)
- Shot shot - 14,99 (Tucson 2015)
- Ném lao - 44,87 (Alamosa 2014)
- Bảy môn phối hợp - 6141 (Tucson 2015)
- 400mh - 58,24 (Thung lũng lớn 2015)

Trong nhà
- 800 mét - 2: 15,73 (Đại học Pittsburgh 2016)
- Vượt rào 60 mét - 8,37 (Birmingham 2015)
- Nhảy cao - 1,69 (Chadron 2016)
- Nhảy xa - 6.21 (Gunnison 2016)
- Đẩy tạ - 14.00 (Golden 2015)
- Năm môn phối hợp - 4181 (Birmingham 2015)